# Coleophora eichleri
Coleophora eichleri is een vlinder uit de familie kokermotten (Coleophoridae). De wetenschappelijke naam is voor het eerst geldig gepubliceerd in 1977 door Patzak.
De soort komt voor in Europa.